# Isole Krenitzin
Le isole Krenitzin , che fanno parte delle isole Fox, si trovano nella parte orientale dell'arcipelago delle Aleutine e appartengono all'Alaska (USA). Sono posizionale a nord-est dell'isola di Unalaska.
Si compongono di 11 isole, le più grandi delle quali sono: 
- Akutan
- Akun
- Aiktak
- Avatanak
- Derbin
- Kaligagan (Qisĝagan)
- Rootok (Aayux̂tax̂),
- Round
- Tigalda
- Ugamak

Un sottogruppo delle Krenitzin sono le isole Baby.

## Storia
Le Krenitzin (in russo Острова Креницына) sono state probabilmente dedicate, nel 1852, dal capitano Mihail Teben'kov al capitano Pëtr Kuz'mič Krenicyn (Пётр Кузьмич Креницын, 1728-1770) che aveva esplorato e mappato con il tenente Michail Levašov oltre 30 isole Aleutine (1768-1769).